# Muchachos, ahora nos volvimos a ilusionar
Muchachos, ahora nos volvimos a ilusionar é uma canção criada pelos torcedores argentinos para encorajar a sua equipe na Copa do Mundo FIFA de 2022. A melodia é baseada na canção de 2003 "Muchachos, esta noche me emborracho" do grupo La Mosca Tsé-Tsé. O que reverteu essa canção foi o professor argentino torcedor do Racing chamado Fernando Romero, inspirado por uma famosa música de sua equipe, baseada também na canção de La Mosca Tsé-Tsé.
Em 11 de novembro de 2022, La Mosca Tsé-Tsé lança a música em seu canal do YouTube, superando os dez milhões de visualizações a poucas semanas de sua estreia.

## Letra
A letra da canção começa com o orgulho da torcida por ter nascido na Argentina, país onde nasceram as lendas do futebol Lionel Messi e Diego Maradona. Também menciona os ex-combatentes argentinos que lutaram na Guerra das Malvinas em 1982. Destaca que durante muitos anos, os fãs argentinos passaram por decepções muito grandes após as finais perdidas pela Seleção Argentina. Mas que essa dor já havia desaparecido ao derrotar o Brasil na final da Copa América de 2021 no Maracanã. Destaca a ilusão do povo argentino de ganhar a terceira Copa do Mundo e presta homenagem ao famoso jogador de futebol Diego Maradona, ao seu pai Don Diego e à sua mãe, conhecida como a Tota, incluindo-os como mais dois fãs, apesar de estarem falecidos.

En Argentina nací

Tierra de Diego y Lionel

De los pibes de Malvinas

Que jamás olvidaré

No te lo puedo explicar

Porque no vas a entender

Las finales que perdimos cuantos años las lloré

Pero eso se terminó

Porque en el Maracaná

La final con los brazucas la volvió a ganar papá

Muchachos, ahora nos volvimos a ilusionar

Quiero ganar la tercera

Quiero ser campeón mundial

Y al Diego desde el cielo los podemos ver 

Con don Diego y con la Tota

Alentando a Lionel

Muchachos, ahora nos volvimos a ilusionar

Quiero ganar la tercera

Quiero ser campeón mundial

Y al Diego desde el cielo los podemos ver

Con don Diego y con la Tota

Alentando a Lionel

Y ser campeones otra vez

Y ser campeones otra vez— Na Argentina nasci

Terra de Diego e Lionel

Dos garotos de Malvinas

Que nunca esquecerei

Não te posso explicar

Porque você não vai entender

As finais que perdemos quantos anos eu as chorei

Mas isso terminou

Porque no Maracanã

A final com os brazucas voltou a ganhar o papai

Rapazes, agora voltamos a nos animar

Quero ganhar a terceira

Quero ser campeão mundial

E o Diego do céu podemos vê-lo

Com Don Diego e com a Tota

Encorajando Lionel

Rapazes, agora voltamos a nos animar

Quero ganhar a terceira

Quero ser campeão mundial

E o Diego do céu podemos vê-lo

Com Don Diego e com a Tota

Encorajando Lionel

E ser campeões outra vez

E ser campeões outra vez

## Precedentes
Depois de cantar a música durante todo o torneio, a torcida argentina ganharia o prêmio The Best da FIFA, como a melhor torcida do mundo.
O capitão da seleção Lionel Messi, mencionou que sua versão favorita da música é a primeira. Ele também disse que seu filho Thiago lhe tinha escrito uma carta no meio da Copa do Mundo, com a letra da canção.
Numerosos jornais internacionais falaram da Seleção Argentina após a vitória na Copa do Mundo FIFA de 2022, e entre algumas coisas que destacaram, foi para a torcida e a famosa canção. Após o furor do tema, foram criadas outras versões para times de futebol, com a letra alterada.